# Touba (Senegal)
Touba (wolof: Tuubaa) – miasto w Senegalu, w regionie administracyjnym Diourbel, kilkanaście kilometrów na północny wschód od Mbacké. Miasto słynie jako miejsce spoczynku Amadou Bamby – przywódcy lokalnej islamskiej wspólnoty muridów, którego pochowano w tutejszym meczecie. Do Touby przybywają z tego względu liczni pielgrzymi z całej Senegambii. 

## Meczet
Budowa meczetu rozpoczęła się w 1936 roku z inicjatywy syna Bamby, który po śmierci ojca przejął przywództwo nad wspólnota muridów. Kolejni przywódcy stopniowo rozbudowywali meczet, aby sprostać stale rosnącym tłumom pielgrzymów, dzięki czemu jest to obecnie jedna z najokazalszych budowli sakralnych w Senegambii. W pobliżu meczetu znajduje się biblioteka koraniczna, w której dla zwiedzających wystawiono także kolekcję zdjęć, ukazujących kolejne stadia budowy meczetu.